# Natale Rauty

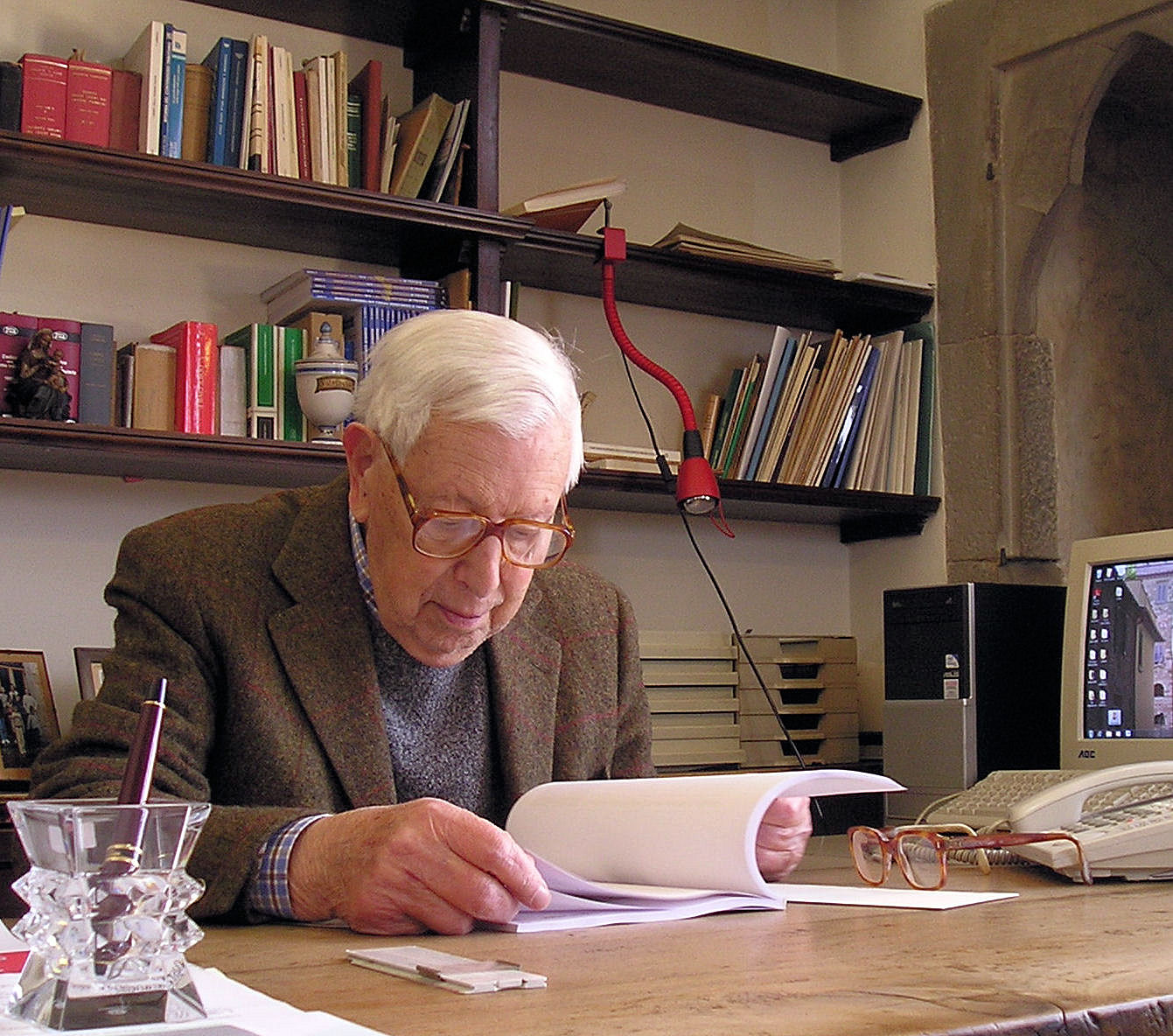
Natale Rauty (feb. 2010)

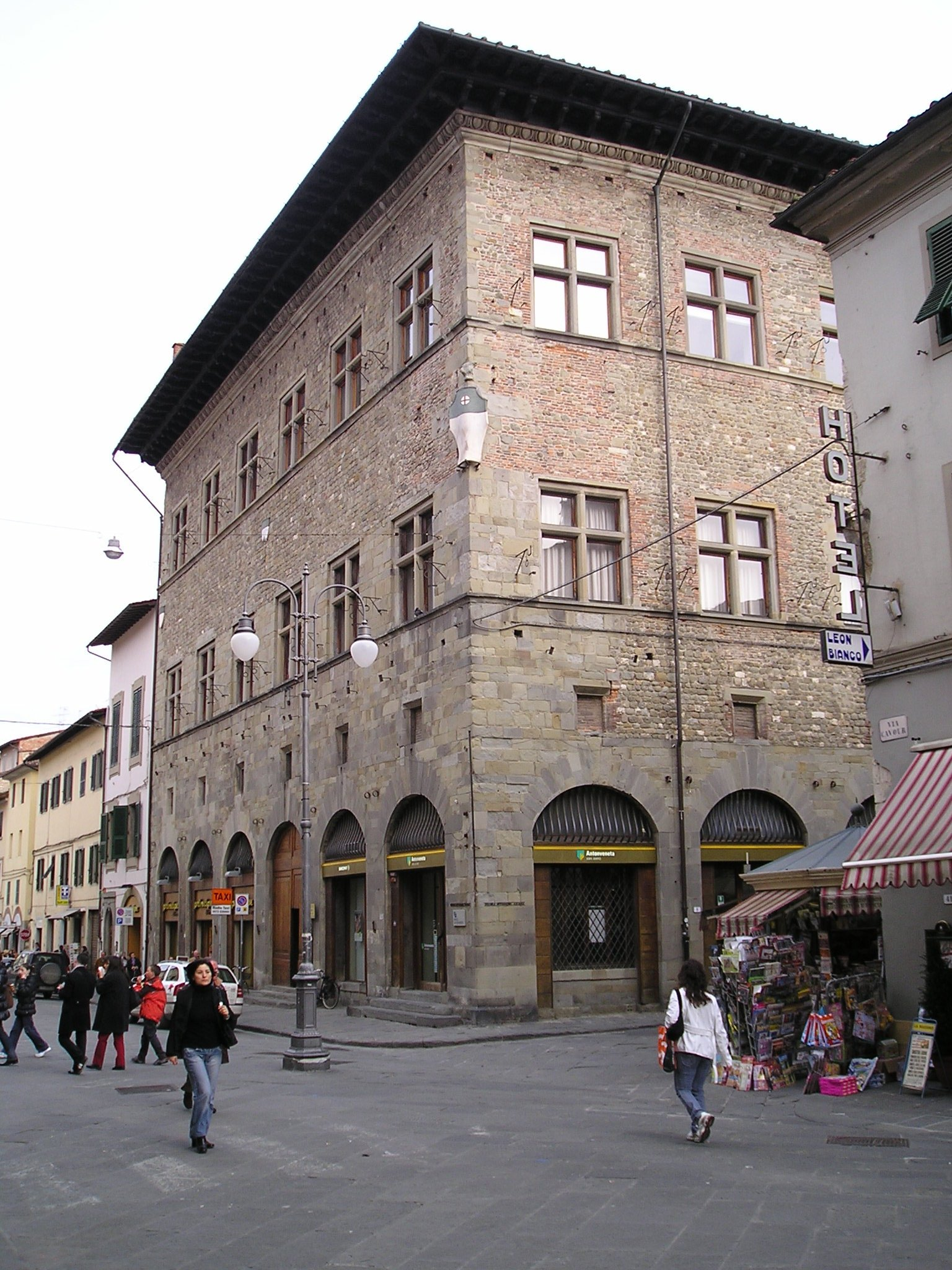
Pistoia - Il palazzo del Balì

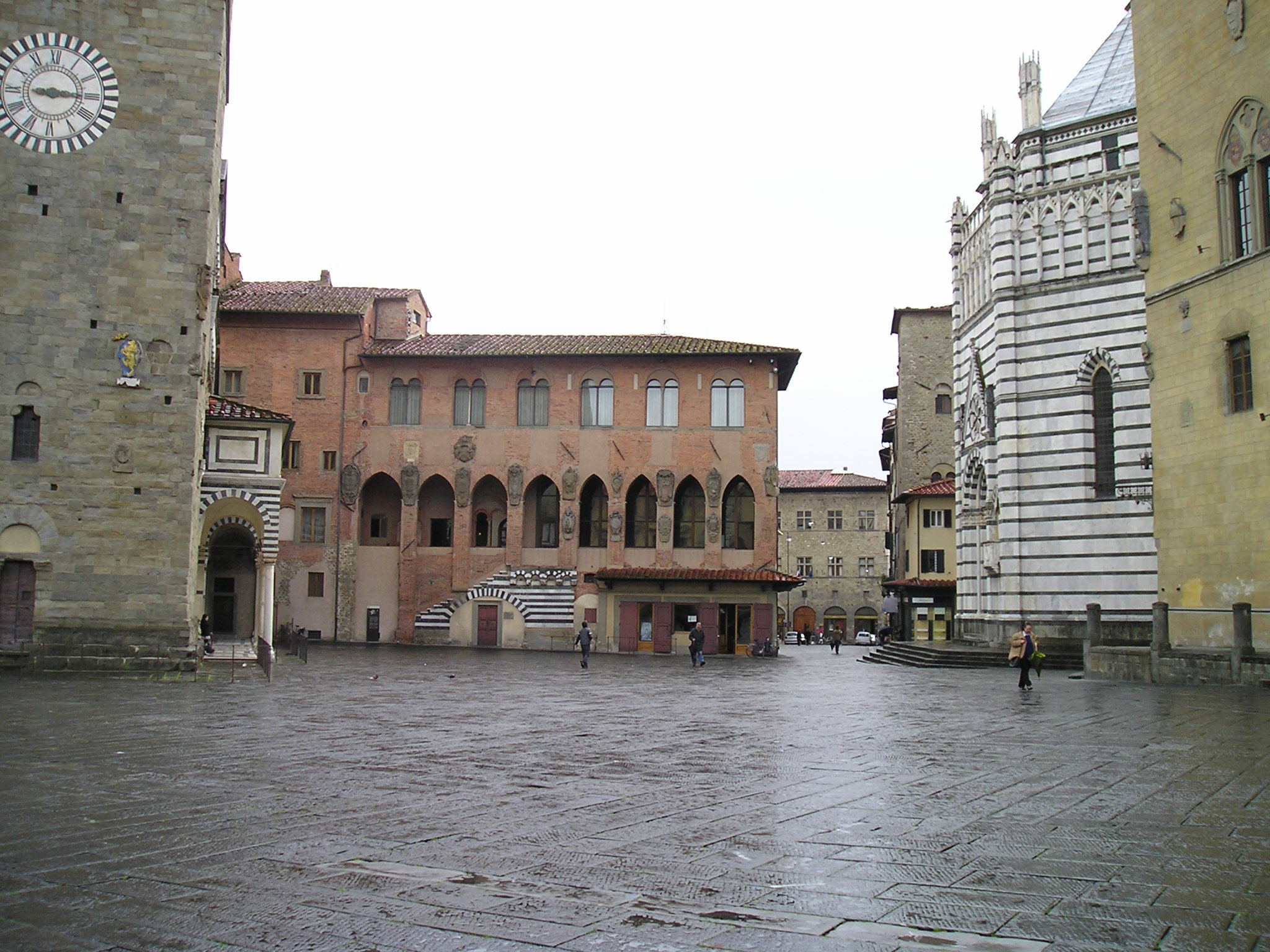
Pistoia - Il palazzo dei Vescovi. Sullo sfondo il palazzo del Balì

Il cippo funerario etrusco scoperto nel 1972

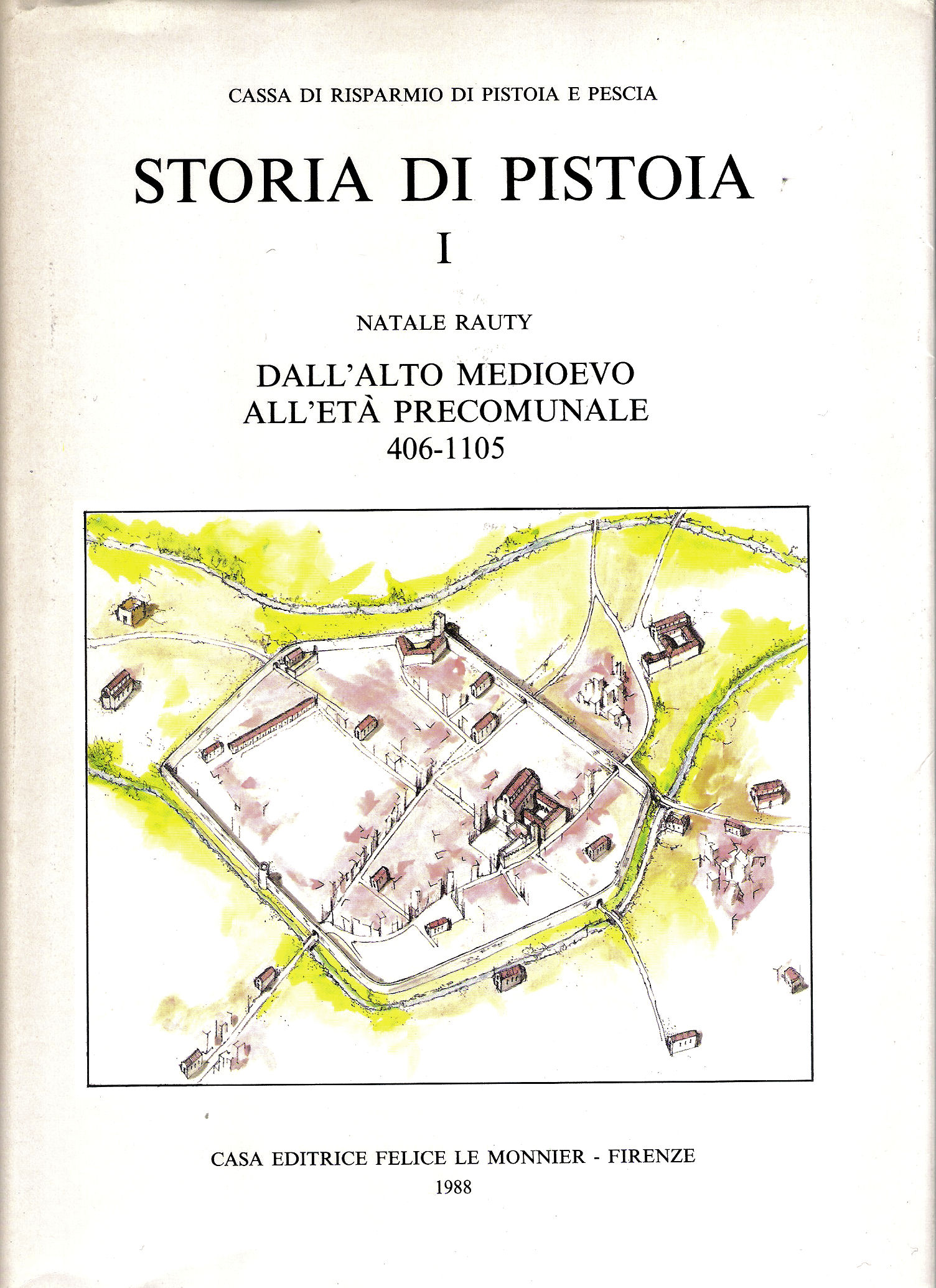

Natale Rauty (Pistoia, 7 agosto 1920 – Pistoia, 13 febbraio 2014) è stato un ingegnere e storico italiano, specializzato in restauro di edifici monumentali, studioso e autore di opere di storia medievale, specialista in paleografia latina e diplomatica, esperto e divulgatore di toponomastica.

## Biografia
Nato a Pistoia nel 1920, frequenta il Liceo classico Niccolò Forteguerri, diretto dallo storico Quinto Santoli. È allievo di Raffaello Melani, compagno di scuola dei coetanei Mario Caterini, Silvano Fedi e Pier Luigi Bellini delle Stelle e compagno di classe e amico carissimo di Nino Caponnetto. Dopo la maturità classica, nel 1938, si iscrive alla facoltà di ingegneria a Pisa dove, fra gli altri, insegna il professor Corradino D'Ascanio, col quale sostiene l'esame di Progetti e costruzioni di macchine. Nella primavera del 1943, a due esami dalla laurea, viene richiamato alle armi.
Finito il conflitto, nel 1945 si laurea a Pisa, con 110 e lode, in ingegneria industriale meccanica, ma, essendo ogni industria distrutta, il 3 maggio 1946 si iscrive all'Ordine degli ingegneri (dove rimarrà iscritto per sessantanove anni), ed inizia l'attività professionale come ingegnere edile, curando, fra l'altro, la ricostruzione di molti edifici distrutti dalla Guerra.
Ben presto si specializza nel restauro e nel recupero di edifici monumentali. Negli anni 1955-1960 dirige i complessi e travagliati lavori di costruzione della chiesa della Vergine e della chiesa del Villaggio Belvedere a Pistoia, progettate dall'architetto Giovanni Michelucci. Successivamente è autore del restauro e recupero del Palazzo Panciatichi o del Balì (1967) e dell'antico Palazzo dei Vescovi in piazza del Duomo a Pistoia.
Gli imponenti lavori di ricerche archeologiche, di saggi ed infine di recupero e ripristino dell'originale organismo trecentesco del palazzo vescovile, devastato dagli interventi dei secoli successivi, durano dal 1976 al 1980, e vengono eseguiti con l'assenso del Consiglio Superiore delle antichità e delle belle arti, ma in esplicito disaccordo con la Soprintendenza ai monumenti di Firenze che giudica l'intervento troppo radicale e che non rilascerà mai il suo, pur prescritto dalla legge, nulla osta..
Dal 1956 al 1960 era stato eletto Consigliere comunale di Pistoia come indipendente, nella lista della Democrazia Cristiana, contribuendo alla discussione ed approvazione del primo Piano regolatore generale della città.
Dal 1961 al 1987 fu eletto delegato provinciale degli ingegneri presso la Cassa nazionale di previdenza, dove contribuì alla stesura della prima legge organica sulla materia che venne approvata nel 1981.
Dal 1964 intraprese anche l'attività di storico. Si specializzò in Paleografia ed iniziò a ricercare e pubblicare regesti e documenti medievali inediti, riguardanti la città di Pistoia, reperiti negli archivi storici della Toscana. Dal 1974 al 1996 pubblicò, nei Regesta Chartarum Pistoriensium cinque volumi di regesti di documenti e statuti pistoiesi dei secoli XI e XII.
È stato presidente della Società pistoiese di storia patria dal 1983 al 1992 e direttore del Bullettino Storico Pistoiese dal 1980 al 1985 e dal 1999 al 2000. Ha tenuto a Pistoia diversi corsi di Paleografia latina e di Diplomatica, e innumerevoli conferenze sulla storia medievale di Pistoia e del suo territorio.
È stato membro fondatore del Centro studi sulla civiltà comunale dell'Università di Firenze. e consigliere della Deputazione di storia patria per la Toscana.
Per la sua attività di restauratore e di storico è stato nominato "visiting professor" delle facoltà di architettura e tecnologia di alcune università straniere.
È stato autore di numerose pubblicazioni storiche riguardanti prevalentemente il periodo medievale in generale e la città di Pistoia in particolare. 
Fra i volumi più importanti, oltre ai Regesta Chartarum Pistoriensium: La storia di Pistoia dall'alto medioevo all'età precomunale, I conti Guidi in Toscana, Il culto dei santi a Pistoia nel medioevo, Il Regno Longobardo e Pistoia, L'impero di Carlo Magno e Pistoia e L'Europa e Pistoia nel secolo X dai Re Italici agli Imperatori Sassoni 888-1002.
A seguito dei suoi ritrovamenti presso Piazza del Duomo, nel 1972, durante l'esecuzione dei saggi nelle cantine del Palazzo dei Vescovi, di una stele e di due cippi funerari etruschi, poté documentare per la prima volta, in modo certo, una presenza etrusca a Pistoia fra il VI e il V secolo a.C. e confermare conseguentemente l'ipotesi dell'esistenza di un'antica via etrusca di collegamento fra Bologna e Firenze attraverso Pistoia e le valli dell'Ombrone e dell'Alto Reno
Nel 1972 ha collaborato alla traduzione di: Medieval And Renaissance Pistoia; The Social History Of An Italian Town, 1200-1430, di David Herlihy, con il quale aveva collaborato anni prima durante le ricerche per la realizzazione dell'opera, nella sua versione italiana: Pistoia nel Medioevo e nel Rinascimento, 1200-1430, edita nel 1972 dalla Cassa di Risparmio di Pistoia e Pescia.
Ha redatto e curato la pubblicazione di molte altre importanti opere riguardanti Pistoia, quali le Schede storiche delle parrocchie della diocesi pistoiese, le Schede per un catalogo dell'architettura pistoiese; i Dizionari toponomastici delle valli del territorio pistoiese e in particolare il primo, nel 1993, sul Comune di Sambuca; Il patrimonio artistico di Pistoia e del suo territorio; Immagini e documenti di Pistoia fra l'800 e il 900.
Ha infine curato e pubblicato nella collana dei "Quaderni del territorio", la Storia dalle origini all'età comunale dei Comuni di Agliana, Montale, Monsummano, Serravalle e Sambuca. In quest'ultimo Comune ha curato in modo particolare la storia del paese di Torri, dove tenne numerose conferenze..
In materia di toponomastica e odonomastica ha curato numerose ricerche e pubblicazioni, elaborando nuovi criteri metodologici di archiviazione e catalogazione informatica, che sono stati oggetto di sue conferenze e relazioni in importanti congressi specialistici, come quelli di Trento del 2002 e del 2004 e di San Gimignano del 2003.
Nel 1997 la Società di Storia Patria e diciotto studiosi, fra i quali alcuni fra i maggiori storici, italiani e non, del periodo medievale, gli hanno dedicato il volume Pistoia e la Toscana nel Medioevo. Studi per Natale Rauty
Nel 2002 il Comune di Pistoia gli ha conferito il più alto riconoscimento civico, costituito dall'"Orso di Pistoia", per la sua lunga e importante attività di ricerca e divulgazione storica su Pistoia ed il suo territorio.
Nel suo periodo di attività come storico, dal 1964 al 2012, ha pubblicato oltre 160 opere.
È morto a Pistoia nel 2014 all'età di 94 anni.
Il 25 ottobre 2014 si è svolta a Pistoia, nel suo ricordo, una giornata di studi con tema: Natale Rauty: l'impegno culturale e la ricerca storica.

## Pubblicazioni principali (1973-2009)
- Regesta Chartarum Pistoriensium ("Fonti Storiche Pistoiesi", Pistoia, Società pistoiese di storia patria):
  - III, Vescovado, secoli XI e XII, Pistoia, 1973, pp. 136.[49]
  - V, Enti ecclesiastici e spedali, Secoli XI e XII (Monastero di San Mercuriale), Pistoia, 1979, pp. 3–56.[50]
  - VII, Canonica di San Zeno, Secolo XI, Pistoia, 1985, pp. 300.[51]
  - XII, Canonica di San Zeno, Secolo XII, Pistoia, 1995, pp. 350.[52]
- Lo statuto dei consoli di Pistoia: analisi e datazione del più antico frammento statutario pistoiese, Pistoia, 1977, pp. 71.[53]
- Statuti pistoiesi del secolo XII. Breve dei consoli [1140-1180]. Statuto del podestà [1162-1180], Pistoia 1996, pp. 384[54]
- L'antico Palazzo dei vescovi. Storia e restauro, Firenze, Olschki, 1980, pp. 388. ISBN 882222969X
- Storia di Pistoia. Dall'alto Medioevo all'età precomunale, 406-1105, Firenze, Le Monnier, 1988, pp. 422. ISBN 8800855423
- Il culto dei santi a Pistoia nel Medioevo, Firenze, Società internazionale per lo studio del Medioevo latino, 2000, pp. 456. ISBN 8884500095
- Documenti per la storia dei conti Guidi in Toscana (887-1164), Firenze, Olschki, 2003, pp. 389. ISBN 8822252438
- Pistoia. città e territorio nel Medioevo, Pistoia: Società pistoiese di storia patria, 2003, pp. 414. ISBN 9788866120186[55]
- Il Regno Longobardo e Pistoia, Pistoia: Società pistoiese di storia patria, 2005 pp. 346. ISBN 9788866120261
- L'impero di Carlo Magno e Pistoia, Pistoia: Società pistoiese di storia patria, 2007 pp. 316. ISBN 9788866120278
- L'Europa e Pistoia nel secolo X dai Re Italici agli Imperatori Sassoni 888-1002, Pistoia: Società pistoiese di storia patria, 2009 pp. 303. ISBN 9788866120315

## Altre pubblicazioni (1964-2012)
- La rocca della Sambuca, "Pistoia Programma" I, 1964, n.3, pp. 49-52.
- Zecca e monete pistoiesi, "Pistoia Programma" II, 1965, n.4, pp. 43-49.
- Castrum Sanctae Margaritae, BSP (Bullettino Storico Pistoiese), 2ª serie, VII, 1965, pp. 5-15.
- La via consolare Cassia attraverso Pistoia, BSP, LXVIII, 1966, pp. 3-14.
- La pieve vecchia di Vinacciano, BSP, LXVIII, 1966, pp. 119-126.
- Le finestre a crociera del palazzo Panciatichi a Pistoia, Atti del Convegno internazionale "Il gotico a Pistoia", Pistoia, 24-30 aprile 1966, Roma, 1972, pp. 93-101 e 8 tavv. f.t.
- Rapporto sulla provincia di Pistoia, III, Indagine urbanistica della provincia, Milano, Giuffrè, 1966;
- Il Palazzo Panciatichi o del Balì a Pistoia, "Pistoia Programma" III, 1966, n.10 e IV, 1967, n.12.
- Sistemazioni fluviali e bonifica della pianura pistoiese durante l'età comunale, BSP, LXIX, 1967, pp. 75-98.
- La pieve di San Martino a Spannarecchio ed un problema di orientazione delle chiese medievali, BSP, LXX, 1968, pp. 108-130.
- I nostri Comuni. Piteglio, Pistoia Programma, I, 1969, n.1, pp. 34-42.
- I nostri Comuni. Ponte Buggianese, "Pistoia Programma" I, 1969, n.2, pp. 24-29.
- I nostri Comuni. Sambuca Pistoiese, "Pistoia Programma" I, 1969, n.4, pp. 36-44.
- Il restauro della Rocca della Sambuca (1354), BSP, LXXI, 1969, pp. 53-60.
- Cenni dello sviluppo urbanistico del centro storico di Pistoia, Pistoia, Litografia del Comune, 1969, pp. 13.
- Il patrimonio artistico di Pistoia e del suo territorio, I, Architettura, Pistoia, Ente provinciale del turismo, Pistoia, 1967-1970.
- Toponinmi del contado pistoiese nella prima metà del Trecento, BSP, LXXII, 1970, pp. 53-64.
- La pieve di S. Andrea di Furfalo o della Serra, BSP, LXXII, 1970. pp. 95-120.
- Colture e prezzi dei terreni agricoli nella pianura dell'Ombrone (1329-1339), BSP, LXXIII, 1971, pp. 141-154.
- I nostri Comuni. Quarrata, "Pistoia Programma" III, 1971, n.8, pp. 48-56.
- Il castello di Batoni e l'antico itinerario per Modena attraverso l'Appennino pistoiese, BSP, LXXIV, 1972, pp. 65-86.
- Un cippo funerario etrusco a Pistoia, BSP, LXXIV, 1972, pp. 119-122.
- Regesta Chartarum Pistoriensium. Alto Medioevo (493-1000), Pistoia, 1973 (21 regesti).
- Regesta Chartarum Pistoriensium. Vescovado (secoli XI e XII), Pistoia, 1974, pp. XVIII+137.
- Nuovi documenti per la storia del palazzo degli Anziani di Pistoia, BSP, LXXVI, 1974, pp. 53-77.
- Un documento per la storia dei prezzi nella seconda metà del sec. XII, in Studi storici pistoiesi, I, 1976, pp. 27-55.
- Abetone. Indagini e problemi per il recupero del centro turistico, Cassa di Risparmio di Pistoia e Pescia, 1975, pp. 67.
- Schede per un catalogo dell'architettura pistoiese, BSP, LXXVII, 1975: Palazzo Rossi Cassigoli, pp. 107-114. San Michele a Pulica, pp. 115-120.
- Appunti di metrologia pistoiese, BSP, LXXVII, 1975, pp. 3-47.
- I reperti pittorici del palazzo dei vescovi, "Tremisse Pistoiese" I, 1976, n.1, pp. 6-8.
- Schede per un catalogo dell'architettura pistoiese, BSP, LXXVIII, 1976, La rocca di Popiglio, pp. 93-98.
- Immagini e documenti di Pistoia tra l'800 e il '900, Pistoia, 1976, pp. 71.
- Intervento del Comune nel controllo delle misure a Pistoia (secoli XII-XV), Atti del Convegno internazionale su Pistoia dell'aprile 1977, Pistoia, 1981, pp. 357-377.
- Nuove ipotesi sull'età dello statuto dei consoli di Pistoia, in Lo statuto dei consoli del Comune di Pistoia. Frammento del secolo XII, Pistoia, 1977, pp. 7-34.
- Cenni di topografia urbana a Pistoia verso la metà del Trecento (da un inventario di beni dello spedale del Ceppo), BSP, LXXIX, 1977, pp. 3-32.
- Forma e vita delle città antiche. Nota in margine al piano per il centro storico di Pistoia, "Tremisse Pistoiese" II, 1977, n.3, pp. 10-13,
- Schede per un catalogo dell'architettura pistoiese, BSP, LXXIX, 1977, Le case torri di via Puccini, pp. 163-167.
- Paesaggio umano della valle della Bure, "Tremisse Pistoiese" III, 1978, n.2, pp. 43-46.
- Rapporti tra vescovo e città a Pistoia nell'alto Medioevo, BSP, LXXX, 1978, pp. 7-39.
- Monastero di San Mercuriale, 59 regesti in Regesta Chartarum Pistoriensium. Enti ecclesiastici e spedali. Secoli XI e XII, Pistoia, 1979, pp. 1-56.
- L'antico palazzo dei vescovi a Pistoia, I, Storia e restauro, con prefazione di U. Baldini, Firenze, Olschki, 1981, pp. 388.
- Il testamento di un crociato pistoiese. 1219-1220, BSP, LXXXII, 1980, pp. 15-51.
- Il dopoguerra. Luci ed ombre della ricostruzione, in Pistoia tre anni. 1943-1945, Comune di Pistoia, 1980, pp. 31-32.
- Cronaca di un terremoto a Pistoia alla fine del Duecento, "Tremisse Pistoiese" VI, 1981, n.2, pp. 29-31.
- La chiesa di San Vito di Cupano, "La Voce" III, 1982, pp. 17-23.
- Notizie biografiche su padre Giuseppe Dondori, da Archivio Feri-Marchetti in Pistoia, BSP, LXXXIV, 1982, pp. 133-138.
- Pistoia tra Sette e Ottocento nel diario di Bernardino Vitoni, Pistoia 1983, fascicolo n. 22, pp. 28.
- Fonti e testi di ricerca storica per la città di Pistoia, "Centro Storico", numero unico del Comune di Pistoia, giugno 1983.
- Una proposta per Abetone 2000, "Tremisse Pistoiese" VIII, 1983, n. 2, pp. 69-72.
- Le terre di colmata in Valdinievole. Appunti e notizie dagli archivi comunali di Buggiano e Monsummano, Atti del Convegno su "Valdinievole nel periodo della civiltà agricola", Buggiano castello, giugno 1983, Buggiano 1984, pp. 63-75.
- I fondi diplomatici pistoiesi, Atti del Convegno presso l'Archivio di Stato di Pistoia, 25 novembre 1983, Pistoia, 1984, pp. 47-66.
- Possedimenti fondiari del vescovo di Pistoia in territorio bolognese. Vicende della iudicaria Pistoriensis nell'alto Medioevo, BSP, LXXXV, 1983, pp. 9-30.
- Notizie inedite su Ippolito Desideri e sulla sua famiglia tratte dagli archivi pistoiesi, BSP, LXXXVI, 1984, pp. 3-31.
- Schede per un catalogo dell'architettura pistoiese, BSP, LXXXVI, 1984, Santa Maria a Quattrocchi, pp. 117-123, La via San Matteo, pp. 124-128.
- Regesta chartarum Pistoriensium. Canonica di S. Zenone. Secolo XI, Pistoia, 1985, pp. LXVIII+300.
- Quattro secoli di vita del monastero olivetano di Pistoia (1380-1382), in Il monastero olivetano di San Benedetto a Pistoia, Pistoia, Cassa di Risparmio, 1985, pp. 5-20.
- Schede per un catalogo dell'architettura pistoiese, BSP, LXXXVII, 1985, Il ponte di Castruccio, pp. 113-116.
- Pistoia. Antico palazzo dei vescovi. Consolidamento dell'abside pensile, dei pilastri di facciata e pilastrata interna, in Principi di progettazione e rassegna interventi, Genova, Nuova Italsider, 1986, pp. 132-134.
- Immagini della città dagli statuti pistoiesi del Dugento, Fascicoli, n.36, 1986, pp. 26.
- Schede storiche delle parrocchie della diocesi di Pistoia, "Annuario diocesano" 1986, pp. 37-143.
- Un aspetto particolare dell'attività del vescovo Ricci: il riordinamento delle parrocchie della diocesi di Pistoia, in Scipione de' Ricci e la realtà pistoiese della fine del Settecento, Pistoia, Edizioni del Comune, 1986, pp. 98-113.
- Schede storiche dei monasteri e conventi, "Annuario diocesano" 1986, pp. 114-134.
- Brevi notizie storiche dell'Abetone dalle origini all'istituzione del Comune, in Cinquantenario del Comune, 1936-1986, a cura del Comune, pp. 6-8.
- Per una storia della pieve di Massarella dal X al XVIII secolo, "Atti del Convegno di Buggiano del giugno 1987", Buggiano, 1988, pp. 69-96.
- Il balì dell'Ordine di Santo Stefano a Pistoia ed il suo palazzo, "Quaderni Stefaniani" VI, 1987, pp. 245-250.
- Libbra, lira, lira nuova. Vicende di una moneta attraverso dodici secoli, Cassa di Risparmio di Pistoia, 1987, pp. 24.
- Agliana dalle origini all'età comunale, "Quaderni del Territorio Pistoiese" n.1, Pistoia, SPSP 1986.
- Montale dalle origini all'età comunale, "Quaderni del Territorio Pistoiese" n.3, Pistoia, SPSP 1986.
- Serravalle dalle origini all'età comunale, "Quaderni del Territorio Pistoiese" n.7, Pistoia, SPSP 1988, pp 36
- Monsummano dalle origini all'età comunale, "Quaderni del Territorio Pistoiese" n.8, Pistoia, SPSP 1989.
- Sambuca dalle origini all'età comunale, "Quaderni del Territorio Pistoiese" n.10, Pistoia, SPSP 1990, pp 35
- Storia di Pistoia, I, Dall'alto Medioevo all'età precomunale. 406-1105, Firenze, Le Monnier, pp. IX+422.
- La coltura della vite nel territorio pistoiese nell'alto Medioevo, BSP, XC, 1988, pp. 5-32.
- Prato nel primo Medioevo ed i suoi antichi legami con Pistoia, "Tremisse Pistoiese" XIV, maggio-dicembre 1989, pp. 32-35.
- Proposta di piano di recupero di un comparto del centro storico di Pistoia, Pistoia, Associazione nazionale costruttori edili, 1989, pp. 29.
- L'arbitrato a Pistoia nel Medioevo, "Pistoia programma" XXI, 1989, pp. 5-10.
- L'età rivoluzionaria e napoleonica nel diario di Bernardino Vitoni. 1789-1811, Pistoia, 1989, "Fonti Storiche Pistoiesi" n. 9 pp. 99.
- Il limes bizantino in Valdinievole, "Atti del convegno del giugno 1989", Comune di Buggiano 1990, pp. 29-45.
- Viabilità medievale attraverso l'Appennino pistoiese, in La viabilità tra Bologna e Firenze nel tempo, ottobre 1989, "Atti del Convegno", Bologna, 1992, pp. 153-158.
- Bizantini e Longobardi in Valdinievole, "Vacanze a Montecatini" IX, n.6, settembre 1989, pp. 22-35.
- Sabatino Ferrali storico della Chiesa pistoiese, BSP, XCI, 1989, pp. 8-18.
- Una curtis in Sena del vescovato altomedievale pistoiese, "Bullettino senese di storia patria" BXCVI, 1989, pp. 303-308.
- Proposta metodologica per una ricerca toponomastica e di topografia storica, Lucca, Associazione tra le società storiche toscane, 1990, pp. 19.
- Qualche riflessione sul problema del centro storico, "Pistoia programma" XXII n. 9-10, giugno 1990, pp. 32-34.
- L'incastellamento nel territorio pistoiese tra il X e l'XI secolo, BSP, XCII, 1990, pp. 31-58.
- Toponimi del territorio della Sambuca, Torri e Treppio nei secoli X-XIII, in Gente e luoghi della Sambuca pistoiese, Sambuca, 1991, pp. 51-62.
- Una sentenza di separazione matrimoniale a Pistoia nel XII secolo, BSP, XCIII, 1991, pp. 3-18.
- Schede storiche dei palazzi pistoiesi, appendice storico-documentaria al volume di N. Andreini Galli, Lucca, 1991, pp. 265-318.
- Il castello della Sambuca nei secoli XIII e XIV tra feudo vescovile e protettorato del Comune di Pistoia, in La Sambuca pistoiese. Una comunità dell'Appennino al confine tra Pistoia e Bologna (1291-1991), Pistoia-Porretta, 1991, pp. 43-63.
- Per il recupero dell'antica sala anatomica del Ceppo, "Tremisse pistoiese" XVII, gennaio-aprile 1992, pp. 49-52.
- Tradizione e storia nei primi statuti pistoiesi, BSP, XCIV, 1992, pp. 23-38.
- Dizionario toponomastico del Comune di Sambuca Pistoiese, Pistoia, 1993, pp. 192 e 4 carte topografiche.
- Il palazzo Talini a Pistoia, BSP, XCV, 1993, pp. 123-130.
- L'antica chiesa di San Prospero a Pistoia, BSP, XCV, 1993, pp. 109-121.
- Comunità rurali e signorie feudali nel contado e nella montagna pistoiese tra XII e XIII secolo, Atti del Convegno su Signorie feudali e comunità appenniniche nel Medioevo, settembre 1994, Pistoia-Porretta, 1995, pp. 21-30.
- Evoluzione storica del territorio di Quarrata, "Per una conoscenza del territorio comunale", Quarrata, 1995, pp. 71-79.
- Regesta chartarum Pistoriensium. Canonica di San Zenone, secolo XII, Pistoia, 1995, pp. LXIV+315.
- I contratti di tenimentum del secolo XII e la formula notarile della prelazione, "Volume in onore di Luciana Mosiici"
- Rapporti di Atto vescovo di Pistoia, con il clero e le istituzioni ecclesiastiche lombarde, BSP, XCVII, 1995.
- Lettere da Curtatone e Monanara, BSP, XCVII, 1996.
- Alle origini di San Pellegrino al Cassero. Prime notizie documentarie del Cassero al ponte Mezzano e della via Francigena della Sambuca, "San Pellegrino al Cassero. Storia e tradizione", Porretta Terme-Pistoia 1997, pp. 5-14.
- Statuti pistoiesi del secolo XII. Breve dei consoli [1140-1180]. Statuto del podestà [1162-1180], Comune di Pistoia, 1996 («Fonti storiche pistoiesi», 14), pp 384.
- La casa del crociato, BSP, XCIX, 1997, pp. 131-140.
- Società, istituzioni, politica nel primo secolo dell'autonomia comunale, in Storia di Pistoia, II, Le Monnier, 1998, pp. 1-40.
- Finanziamento straordinario del Comune di Pistoia con il ricorso al credito privato (1244-1247), in Atti del Convegno sull'attività creditizia nella Toscana comunale (Pistoia-Colle Val d'Elsa, settembre 1998), Pistoia, Società pistoiese di storia patria, 2000, pp. 191-207.
- Tracce di volgare pistoiese in alcune note dorsali della prima metà del Dugento, BSP, C, 1998, pp. 253-278.
- La Società pistoiese di storia patria nella vita culturale della città, BSP, C, 1998, pp. 87-106.
- Poteri civili del vescovo a Pistoia fino all'età comunale, Atti del Convegno internazionale sul tema «Vescovo e città nell'alto Medioevo. Quadri generali e realtà toscane» (Pistoia, maggio 1998), Pistoia, Società pistoiese di storia patria, 2001, pp. 35-50.
- L'autenticità del diploma di Ottone III, «Massapiscatoria», maggio 1998, p. 3.
- La chiesa ed il quartiere di San Matteo, BSP, CI, 1999, pp. 117-131
- La chiesa di San Frediano a Fabbrica, BSP, CI, 1999, pp. 133-144.
- Il culto di Sant'Agata a Pistoia dall'alto Medioevo al secolo XIX, BSP, CI, 1999, pp. 5-26.
- I mille anni di Massarella. Alla ricerca dell'antica origine di una chiesa e di una comunità, «Massapiscatoria», XVII; ottobre 1999, pp. 2-3.
- Antiche memorie della, valle della Bure, in Dizionario toponomastico della valle della Bure, Pistoia, Società pistoiese di storia patria, 1999, pp. 25-28.
- Per una ricerca di toponomastica e di topografia storica (secoli IX-XII), in Dizionario toponomastico della valle della Bure, Pistoia, Società pistoiese di storia patria, 1999, pp. 202.207, con carta topografica.
- Il culto dei santi a Pistoia nel Medioevo, Firenze, SISMEL, Edizioni del Galluzzo, 2000 («Millennio medievale, 24; «Studi», 7), pp. LIII+396.
- L'archivio storico della Cassa di Risparmio di Pistoia e Pescia, «Il tremisse pistoiese», n. 71-72, gennaio-agosto 2000, pp. 54-57.
- Qualche considerazione sugli interventi restaurativi della Soprintendenza ai Monumenti a Pistoia, BSP, CIII, 2001, pp. 109-119.
- Nuove considerazioni sulla data degli statuti pistoiesi del secolo XII, BSP, CIII, 2001, pp. 3-17.
- L'apostolo Bartolomeo, «Le opere e i giorni», IV, 2001, nn. 1-2, gennaio-giugno, pp. 30-34
- Ricordo di Enrico Coturri, «Il tremisse pistoiese», n. 74-75, gennaio-agosto 2001, pp. 41-43.
- Frammento di calendario liturgico pistoiese del secolo XII in un manoscritto della Bodleian Library di Oxford, BSP, CIV, 2002, pp. 161-175.
- I Vallombrosani a Pistoia dalla metà del secolo XI alla metà del secolo XII, BSP, CIV, 2002, pp. 3-26.
- La diocesi pistoiese dalle origini all'età ottoniana, in Il territorio pistoiese dall'alto Medioevo allo Stato territoriale fiorentino, Atti del Convegno di studi, Pistoia, maggio 2002, Pistoia, Società pistoiese di storia patria, 2004, pp. 1-12.
- Ricerche di toponomastica e odonomastica della Società pistoiese di storia patria, in Odonomastica. Criteri e normative sulle denominazioni stradali, Atti del Convegno, Trento 25 settembre 2002, edito a Trento, Provincia autonoma di Trento, 2005, pp. 127-129.
- Una guida per il Comune di Sambuca, Le valli della Sambuca in Torri, Storia, tradizioni, cultura, Pistoia, 2003, pp. 21-28.
- Documenti per la storia dei conti Guidi in Toscana, Le origini e i primi secoli. 887-1164, Firenze, Olschki, 2003 («Documenti di storia italiana»XXXIV+, serie II, volume X), pp. XXXIV+388.
- Pistoia. Città e territorio nel Medioevo, Pistoia, Società pistoiese di storia patria, 2203 («Biblioteca storica pistoiese», VIII), pp, XXVII+414.
- Il problema della collocazione cronologica dei documenti medievali non datati. Considerazioni su due recenti episodi, BSP, CVI, 2004, pp. 169-176.
- Litaniae maiores et minores. Le processioni penitenziali delle Rogazioni nel secolo XIII secondo gli Ordines officiorum della Chiesa pistoiese, BSP, CVI, 2004, pp. 63-98.
- Riordinamento delle parrocchie al tempo del vescovo Scipione de' Ricci, in Il territorio pistoiese nel Granducato di Toscana, Atti del Convegno di studi in Pistoia, maggio 2004, pp. 99-119.
- Un archivio informatico di toponimi pistoiesi tratti dalle carte del Diplomatico dei secoli VIII-XII, in Genius loci. I nomi di luogo dalle fonti antiche alle banche dati attraverso la tradizione popolare, Atti del Convegno di Trento, novembre 2004, pp. 159-170.
- Dedicazione delle pievi e delle parrocchie della Valdinievole al tempo delle Decime della Sede Apostolica (seconda metà del secolo XIII), in Pievi e parrocchie della Valdinievole fino alle Rationes Decimarum Italiae, Convegno di Buggiano castello (giugno 2005), Comune di Buggiano, 2006, pp. 43-58,
- Ifferad, racconto, «Erba d'Arno», inverno 2005, n. 99
- Il regno longobardo e Pistoia, Pistoia, Società pistoiese di storia patria, 2005 («Biblioteca storica pistoiese», XI), pp. 346.
- Quinto Santoli editore delle fonti storiche pistoiesi, BSP, CVIII, 2005, pp. 125-132.
- Sant'Atto vescovo di Pistoia, «La Vita», novembre 2005, n. 40, p. 9.
- Una nuova edizione di fonti per la storia dei conti Guidi in Toscana, «Il Tremisse pistoiese», 86/87, agosto 2005, pp. 37-40.
- I Lambardi nel territorio pistoiese. Un problema storiografico, BSP, CVIII, 2006, pp. 141-148.
- La rinascita del mercato nel X secolo, "Studi storici pistoiesi" n.4, pp. 1-10, Centro italiano di studi di storia e d'arte, Pistoia, Viella, 2012. ISBN 9788883347702